# Brunn (Schönwald)

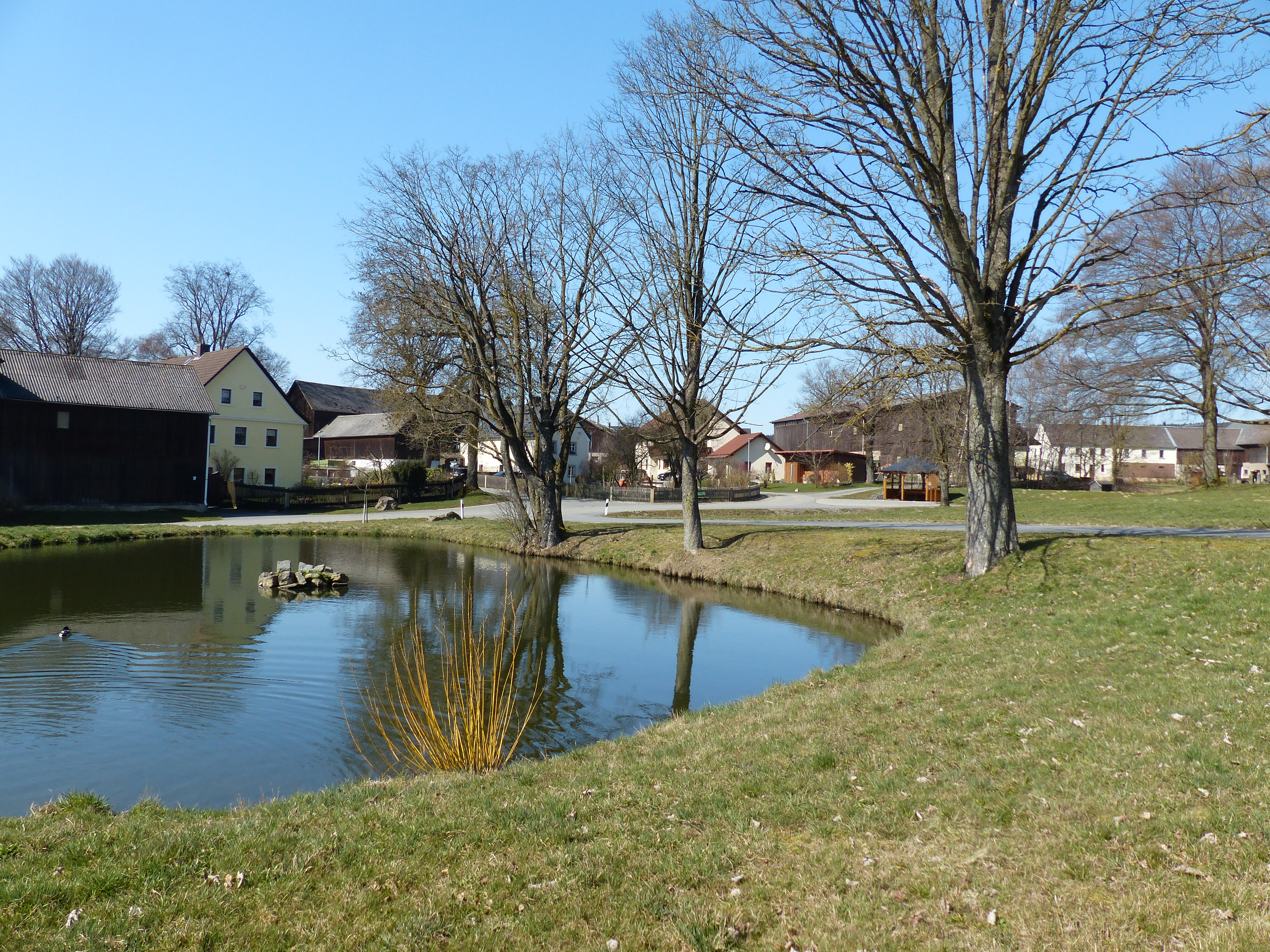
Ortsansicht von Brunn

Brunn ist ein Gemeindeteil der Stadt Schönwald im Landkreis Wunsiedel im Fichtelgebirge (Oberfranken, Bayern).

## Lage
Das Dorf Brunn liegt gut einen Kilometer südwestlich des Hauptorts und befindet sich direkt an der Kreisstraße WUN15 am Fuß des Großen Kornbergs. Vielitz liegt rund zwei Kilometer östlich, weiter im Süden liegen die Ortschaften Steinselb, Spielberg und Oberweißenbach.

## Geschichte
Seit Gründung des Dorfes war Brunn durch den Dorfbach in zwei Teile geteilt, wobei der nordöstliche als Teil des Sechsämterlandes zum Amt Selb, der südwestliche zu Kirchenlamitz und damit zum Amt Epprechtstein gehörte. Eine erste urkundliche Erwähnung war am 18. Mai 1356, als das Rittergeschlecht der Wilden seinen Anteil am Lehensgebiet Epprechtstein, zu der auch das damalige Gut „prunn“ gehörte, an die Burggrafen von Nürnberg verkaufte. Eine Quittung vom 18. April 1363 belegt den Verkauf einer „wustung ze prunne“ der Forstern aus Selb ebenfalls an die Burggrafen; unklar ist, was genau zu diesem Zeitpunkt wüst lag. 1412 fand erneut ein Verkauf zwischen diesen beiden Parteien statt. Ein Jahr später meldeten die Egerer dem böhmischen König, dass Brunn ihnen widerrechtlich entzogen worden sei. Das Landbuch der Sechsämter von 1499 dokumentiert ebenfalls die politische Zweiteilung Brunns. Im Landbuch ist eine Marter bei Brunn erwähnt, die heute verschwunden ist. 1528 hielt die Reformation in der Schönwalder Kirchengemeinde Einzug, zu der Brunn gehörte. 1599 fielen vermutlich Menschen einer in und um Selb grassierenden Pestepidemie zum Opfer. Es kann davon ausgegangen werden, dass der Dreißigjährige Krieg Auswirkungen auf die Bewohner des Dorfes hatte.
Im Jahr 1818 kam Brunn im Zuge des weiten Gemeindeedikts zur Gemeinde Vielitz, die 1862 in den Landkreis Rehau integriert wurde. Bis zum 1. Mai 1851 wurden die Brunner Kinder in einer dorfeigenen Schule unterrichtet, ab diesem Zeitpunkt besuchten sie die Schönwalder Schule. Auf 1877 lässt sich die Gründung einer Pflichtfeuerwehr datieren, aus der 1895 die Freiwillige Feuerwehr Brunn entstand. Am 19. April 1945 wurde das Dorf für einen Nachmittag von US-amerikanischen Truppen besetzt. Mit der Währungsreform von 1948 wurde die Motorisierung der landwirtschaftlichen Arbeit, die dort bereits 1938 einsetzte, erheblich vorangetrieben. Durch die bayerischen Gebietsreform wurde die Gemeinde Vielitz am 1. Januar 1978 aufgelöst. Der Hauptort kam zu Selb, während Brunn der Stadt Schönwald zufiel. Das Dorfgebiet befindet sich nun im Landkreis Wunsiedel im Fichtelgebirge. 2000 arbeiteten etwa 72 % der Bewohner in der Landwirtschaft.